# Faculdade de Ciências Médicas de Minas Gerais
A Faculdade Ciências Médicas de Minas Gerais (FCM-MG) é uma instituição de ensino superior filantrópica brasileira localizada no município de Belo Horizonte, Minas Gerais. Segunda mais antiga de Minas Gerais, a Escola de Medicina, avaliada com nota máxima (5) pelo MEC em 2017, é reconhecida entre as mais prestigiadas do país, excelência que se estende aos também pioneiros no Estado cursos de graduação em Enfermagem, Fisioterapia e Psicologia, além daqueles referentes à pós-graduação e à educação a distância.
Os currículos são baseados no equilíbrio da aprendizagem teórica e prática, juntamente com uma sólida formação moral e ética, visão social e humanista - princípios para os estudantes da graduação e da pós-graduação. O modelo educacional adotado (docente-assistencial) garante o acompanhamento do aluno pelo professor, por meio dos estágios supervisionados (Ambulatório Ciências Médicas, Hospital Universitário Ciências Médicas - HUCM, Santa Casa de Belo Horizonte, HPS João XXIII) dentre outros.
A instituição executa uma série de programas de base comunitária em vários domínios da assistência médica, fornecendo suporte local para o Sistema Único de Saúde (SUS) na Região Metropolitana de Belo Horizonte (RMBH). Além disso, os seus serviços de saúde comunitária e relacionados ao Programa Saúde Família (PSF) atingem populações carentes em áreas rurais de cidades mineiras, por meio do Programa de Internato Rural/Metropolitano.
A FCM-MG orgulha-se de educar e treinar enfermeiros, fisioterapeutas, médicos e psicólogos visando o futuro. Em suas sucessivas gerações, os profissionais formados na Escola de Medicina têm atuado como professores e cientistas e também como médicos e cirurgiões em bem conceituados hospitais no Brasil e no exterior. Os cursos de graduação estão bem posicionados no País e refletem o compromisso da instituição com a qualidade no ensino, sendo igualmente positivos os indicadores para a pós-graduação e a educação a distância.

## História

### Fundação
Foi fundada em 1950 pelo médico, professor e humanista Lucas Monteiro Machado, que liderou grupo inicial de 10 colegas atuantes na Santa Casa de Belo Horizonte, sua Escola de Medicina: Affonso Silviano Brandão, Antônio Mello Alvarenga, Argeu Murta, Caio Benjamim Dias, Brasílio Rui Prates, Geraldo Queiroga, Moacyr Abreu Junqueira, José Bolívar Drumond, Paulo Souza Lima e Sálvio Nunes.
O projeto seria ricamente discutido e esboçado na ja de Lucas Machado e levado ao arcebispo metropolitano Dom Antônio dos Santos Cabral, então presidente da Sociedade Mineira de Cultura, mantenedora da Universidade Católica de Minas Gerais, que apoiou a fundação da faculdade, que seria presidida pelo professor Lucas Machado.
A primeira turma foi aberta em 1951 e diplomada em dezembro de 1956. A aula inaugural aconteceu no prédio do Hospital das Crianças Elvira Gomes, que se tornou a primeira sede da faculdade e na ocasião foi proferida a celebre frase: "quantas vezes nos reunimos armados de belos sonhos e coloridas ilusões".

### O primeiro corpo docente
O primeiro corpo docente foi indicado pelos pioneiros e por Dom Antônio e era composto por:
- Histologia e Embriologia - Ivon Rodrigues Vieira
- Anatomia - J. Octaviano Neves e Mello Alvarenga
- Iniciação da Filosofia e Cultura Religiosa - Cônego Trajano Barroso
- Física Biológica - Osvaldo Coelho
- Fisiologia - Adyr Rocha
- Farmacologia - Juvenal de Melo Senra
- Fisiologia Nervosa - Halley Alves Bessa
- Patologia Geral - Juscelino Kubitschek de Oliveira
- Microbiologia - J Alvim Silva
- Parasitologia - José Pellegrino
- Clínica Propedêutica Médica - Regozino Macedo
- Dermatologia e Sifilografia - Oswaldo Gonçalves Costa
- Clínica Propedêutica Cirúrgica - Hermínio Ferreira Pinto
- Técnica Operatória e Cirurgia experimental - João Baptista de Rezende Alves
- Anatomia Patológica - Moacyr de Abreu Junqueira
- Clínica Médica I - Braz Pellegrino
- Clínica Cirúrgica I - Sálvio Nunes
- Deontologia Médica - José Guerra Pinto Coelho
- Clínica Otorrinolaringológica - Maurílio Soares
- Clínica Oftalmológica - Geraldo Queiroga
- Clínica Médica II - Caio Benjamin Dias
- Clínica Cirúrgica II - José Bolívar Drumond
- Medicina Lega l - Josias Vaz de Oliveira
- Terapêutica Clínica - Carlos Martins Teixeira
- Tisiologia - Paulo de Souza Lima
- Clínica Ginecológica - Lucas Monteiro Machado
- Higiene - José Benedito dos Santos
- Clínica Obstétrica - Argeu Murta
- Clínica Pediátrica - João Costa Chiabi
- Clínica Neurológica - Milton Gomes
- Clínica Psiquiátrica - Austregésilo R. de Mendonça
- Clínica de Doenças Infecciosas Tropicais - Mário Pires
- Clínica Urológica - José Lucídio Avelar
- Clínica Cirúrgica Infantil e Ortopedia - Brasílio Rui Prates

### Primeiros anos
O decreto presidencial 29.242 de 30 de janeiro de 1951 concede autorização para funcionamento do curso médico da faculdade de Ciências Médicas de Minas Gerais e o primeiro vestibular ocorre em fevereiro de 1951. A primeira aula é ministrada em março do mesmo ano e em junho é aprovado o diretório acadêmico e funda-se, assim, o Diretório Acadêmico Lucas Machado.
Em 1955, Juscelino Kubitschek propõe à Assembleia Legislativa de Minas Gerais a doação de um terreno na área central de Belo Horizonte para a construção da sede própria da faculdade, que começaria a ser construída em 1956 e terminada em 1963.
A partir de 1964, a FCMMG implantou os cursos de graduação de Fisioterapia e Terapia Ocupacional, pioneiros no Estado, através de convênio firmado com a Associação Mineira de Reabilitação (antiga Fundação Arapiara). Em 1969, a FCMMG assumiu a total responsabilidade sobre os cursos.
Em 1965,  faculdade passou a oferecer cursos de pós-graduação lato sensu, incluindo residências médicas (o primeiro do estado de Minas Gerais) e especializações em vários hospitais da Capital. O Centro de Pesquisa e Pós-Graduação (CPG) foi criado em meados dos anos 70, avançando gradualmente até chegar à sua estrutura atual.

### História recente
Em 1988, a FCMMG implantou a pós-graduação para fisioterapeutas e terapeutas ocupacionais. No mesmo ano, foi implantado o Ambulatório Affonso Silviano Brandão, que em 2014 passa a se chamar Ambulatório Ciências Médicas.
Em 1990, foi assumido em comodato através de convênio com o governo do Estado o Hospital São José, transformando-o em hospital universitário. Ambos, como os serviços conveniados, fornecem suporte para o sistema público primário de saúde da Região Metropolitana de BH.
Em 1989, a instituição estendeu os seus serviços também a populações carentes do interior de Minas Gerais, por meio de convênios de internato rural/metropolitano com prefeituras, direcionados para atividades de saúde coletiva e do Programa Saúde da Família (PSF).
Em 2005, foi criado do centro de educação a distância, o Ciências Médicas Virtual (CMV).
Em 2008 foram criados os cursos de Enfermagem e Psicologia.
Em 2010 a FCM-MG completou 60 anos e o Hospital Universitário aderiu à rede 100% SUS.
Em 2012, foi dado início as obras de expansão, com a ampliação do edifício sede em 22.700m2.
Em 2013, foi lançado o curso de Mestrado Acadêmico em Ciências da Saúde.
Em 2014, a instituição lança nova marca "Ciências Médicas - MG".
Em 2017 inaugurou o Laboratório de Habilidades e Simulação Realística.

## Cursos de graduação

### Medicina
- Admite em processos seletivos duas vezes ao ano com 180 vagas
- Incentiva a criação de diversas ligas acadêmicas, lideradas pelos próprios alunos, tais como a LAPAPED, LAC, LAN, entre outras

### Fisioterapia
- Um dos principais cursos oferecidos em Minas Gerais admite em um único processo seletivo anual.
- A faculdade formou a primeira turma de fisioterapia no estado.
- Pioneira na corrida ciências médicas evento que acontece uma vez por ano.
- O curso é destaque em vários trabalhos multidisciplinar.

### Terapia Ocupacional
- A faculdade foi uma das primeiras a oferecer Terapia Ocupacional  em Minas Gerais.
- O curso não é mais oferecido desde o segundo semestre de 2014.

### Psicologia
O curso de Psicologia na Faculdade Ciências Médicas de Minas Gerais (FCM-MG) tem como objetivo formar profissionais que promovam a saúde mental, através de avaliações, diagnósticos e tratamentos. O curso de Psicologia é uma graduação de cinco anos, exclusivamente presencial, que combina teoria e prática. A formação é multidisciplinar, com matérias de ciências biológicas e humanas, como Fisiologia, Neuroanatomia, Ciências Sociais, Sociologia, Filosofia e Antropologia. A FCM-MG oferece uma infraestrutura completa para os alunos, incluindo: Laboratório de Habilidades e Simulação Realística (LabSim), Centro de Estudos e Pesquisas em Avaliação Psicológica (CEPAP), Biblioteca ampla e atualizada, Biblioteca virtual,  Espaços para estudo e realização de trabalhos acadêmicos. O último ano do curso é inteiramente prático, com atendimentos nos semestres, possibilitando a aplicação da teoria consolidada ao longo dos quatro anos anteriores. Ao longo do curso, os alunos estudam diferentes teorias, técnicas e áreas da Psicologia, como: 
- Psicologia do Desenvolvimento
- Psicologia Social
- Avaliação Psicológica
- Psicologia Jurídica
- Saúde Mental
- Teorias Existenciais – Humanistas
- Teoria Comportamental
- Teoria Psicanalítica

### Odontologia
O curso de Odontologia da Faculdade de Ciências Médicas de Minas Gerais (FCM-MG) foi lançado em 2022. O curso tem como objetivo formar profissionais que possam prestar cuidados de saúde bucal em diferentes níveis de atenção à saúde. A FCM-MG oferece o curso de Odontologia em dois campus na cidade de Belo Horizonte, na modalidade presencial. O curso conta com práticas laboratoriais, clínicas assistenciais, estágios e integração com o Sistema Único de Saúde desde o primeiro ano. A graduação em Odontologia tem duração média de 5 anos, ou seja, 10 semestres. Além das disciplinas obrigatórias, os estudantes também devem cumprir horas de estágio e práticas em laboratório. Atualmente o curso tem um conceito 4 no MEC, sendo o turno de manhã e com apenas uma seleção, sendo a entrada anual. O investimento inicial é de R$ 2.389,00 por mês (entrantes no 1º Semestre de 2025).